# Arrigo Miglio
Arrigo Miglio (San Giorgio Canavese, 18 de juliol de 1942) és un cardenal i arquebisbe catòlic italià, arquebisbe emèrit de Càller des del 16 de novembre de 2019 i administrador apostòlic d'Iglesias des del 6 d'octubre de 2022 .

## Biografia
Va néixer a San Giorgio Canavese, a la província de Torí i diòcesi d'Ivrea, el 18 de juliol de 1942.

### Formació i ministeri sacerdotal
Després d'estudiar al seminari d'Ivrea i l'any preparatori al seminari de Torí, va assistir a la Pontifícia Universitat Gregoriana i al Pontifici Institut Bíblic de Roma , on va obtenir una llicenciatura en teologia i sagrades escriptures.
El 23 de setembre de 1967 va ser ordenat sacerdot a l'església parroquial de Santa Maria Assunta a San Giorgio Canavese pel bisbe Luigi Bettazzi.
Després de l'ordenació va ser vicari parroquial, després rector , a Ivrea, on també va ser director de la "Casa d'Hostaleria". Posteriorment va dirigir la Casa Alpina "Gino Pistoni" a Gressoney-Saint-Jean. L'any 1980 va ser nomenat vicari episcopal per a la pastoral, mentre que des de 1981 fins al seu nomenament episcopal va ser vicari general de la diòcesi d'Ivrea.
Al mateix temps, ensenya la Sagrada Escriptura a la Facultat de Teologia de la Itàlia del Nord , és assistent eclesiàstic de l'Institut secular dels Missioners de l'Amor Infinit.
El 1990 va ser nomenat ajudant eclesiàstic general de l'Associació de Guies i Escoltes Catòlics d'Itàlia ; ocuparà el càrrec fins al 1997.

### Ministeri episcopal

#### Bisbe d'Iglesias
El 25 de març de 1992, el papa Joan Pau II el va nomenar bisbe d'Iglesias; succeeix a Giovanni Cogoni, que va dimitir després d'haver arribat al límit d'edat. El 25 d'abril següent va rebre l'ordenació episcopal, a la catedral de Santa Maria Assunta d'Ivrea, de mans del bisbe Luigi Bettazzi, amb l'arquebisbe Ottorino Pietro Alberti i el bisbe Giovanni Cogoni com a co-consagradors. El 14 de juny va prendre possessió de la diòcesi.
A la diòcesi sarda és particularment proper als miners; va anar diverses vegades a les mines Sulcis-Iglesiente per demostrar la seva proximitat.

#### Bisbe d'Ivrea
El 20 de febrer de 1999 el mateix papa el va nomenar bisbe d'Ivrea; succeeix a Luigi Bettazzi, que va dimitir després d'arribar al límit d'edat. El 25 d'abril següent pren possessió de la diòcesi.
Va ser elegit secretari de la Conferència Episcopal Piemontesa i president del comitè científic i organitzador de les setmanes socials dels catòlics italians i membre de la Comissió Episcopal del CEI per als problemes socials i el treball, la justícia i la pau.
El 27 d'abril de 2010 va ser nomenat membre de la Comissió Episcopal de l'Almo Collegio Capranica.

#### Arquebisbe de Càller
El 25 de febrer de 2012, el papa Benet XVI el va nomenar arquebisbe metropolità de Càller; succeeix Giuseppe Mani, que va dimitir després d'haver arribat al límit d'edat. El 18 d'abril següent va prendre possessió canònica de l'arxidiòcesi per poder. El 22 d'abril arriba a Càller per celebrar la tradicional jornada de retir espiritual que precedeix l'inici del seu ministeri episcopal i per trobar-se l'endemà amb els joves de l'arxidiòcesi.
El 24 d'abril va entrar solemnement a l'arxidiòcesi, amb una cerimònia a Bonària, coincidint amb la festa de la Mare de Déu de Bonària. Com a primer acte de govern, confirma els vicaris generals i episcopals de l'arxidiòcesi en els seus càrrecs.
Va romandre com a administrador apostòlic de la diòcesi d'Ivrea fins a l'entrada del seu successor Edoardo Aldo Cerrato el 7 d'octubre de 2012.
El 29 de juny de 2012 va rebre el pal·li del Papa, a la basílica de Sant Pere del Vaticà; el 3 de setembre va ser elegit president de la Conferència Episcopal de Sardenya.
El 18 de juliol de 2017 , en complir els 75 anys, va presentar la seva renúncia per haver arribat al límit d'edat; al setembre la nunciatura apostòlica a Itàlia li va comunicar la decisió del papa Francesc de confirmar-lo com a cap de l'arxidiòcesi per dos anys més.
El 16 de novembre de 2019 el mateix Papa va acceptar la seva dimissió; el succeeix Giuseppe Baturi, del clergat de Catània, fins llavors subsecretari de la Conferència Episcopal Italiana. Va romandre administrador apostòlic de l'arxidiòcesi fins a l'entrada del seu successor el 5 de gener següent.

### Cardenalat

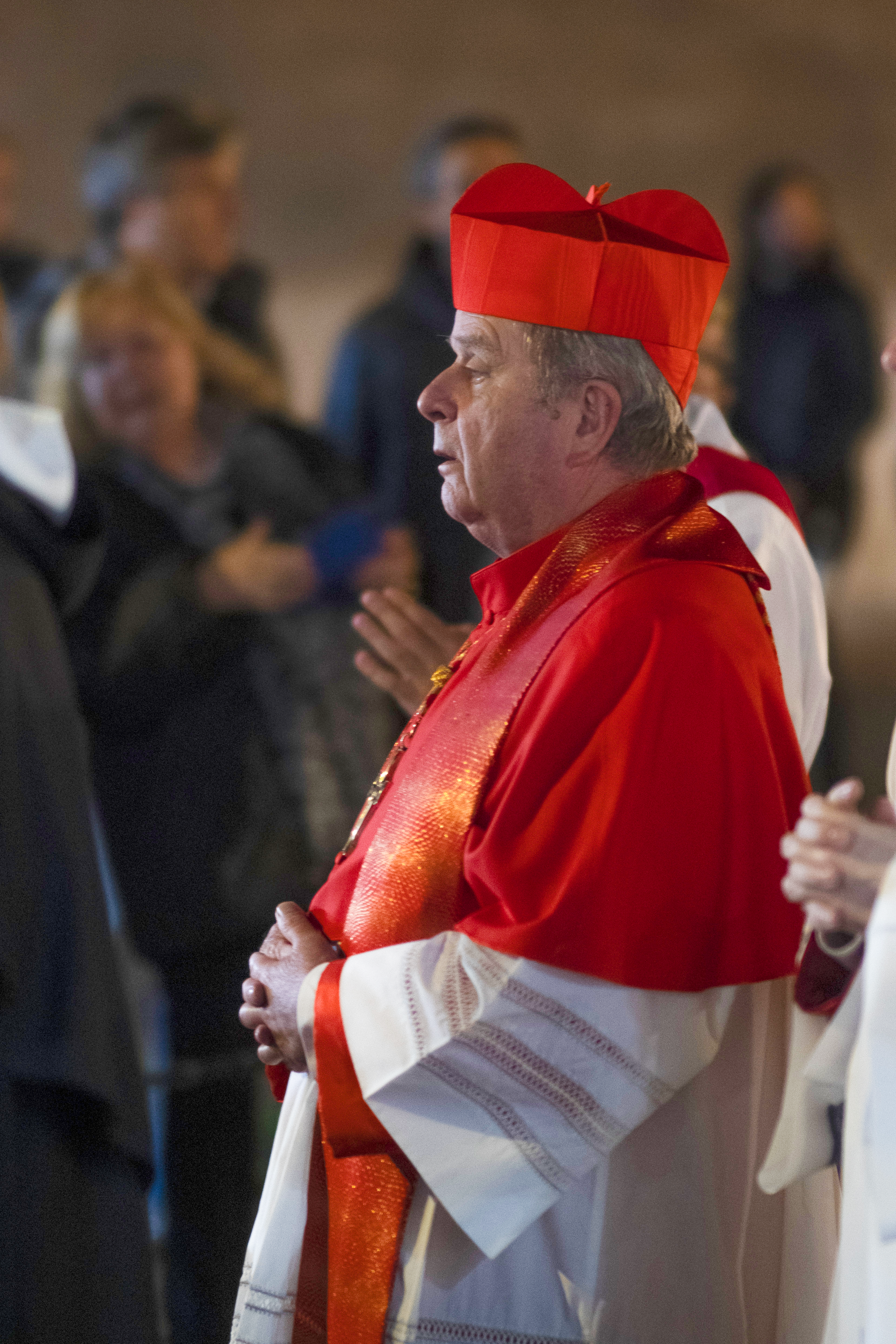
El cardenal Miglio durant la presa de possessió del títol cardinal de San Clemente.

El 29 de maig de 2022 , al final del Regina Caeli, el papa Francesc anuncià la seva creació com a cardenal; en el consistori del 27 d'agost següent va ser creat cardenal prevere de San Clemente. Tenint ja vuitanta anys en el moment de la creació, no tindrà dret a entrar al conclave i a ser membre dels dicasteris de la Cúria Romana, d'acord amb l'art. II § 1-2 del motu proprio Ingravescentem Aetatem, publicat pel papa Pau VI el 21 de novembre de 1970. El 23 de novembre següent va prendre possessió del títol cardenal.
El 6 d'octubre de 2022 va ser nomenat administrador apostòlic d'Iglesias, després de la dimissió del bisbe Giovanni Paolo Zedda per haver arribat al límit d'edat.

## Honors
Gran Prior per a la Sardenya italiana i Gran Creu de Cavaller de l'Orde Eqüestre del Sant Sepulcre de Jerusalem
 Gran Prior per a la Sardenya italiana i Gran Creu de Cavaller de Gràcia Eclesiàstica del Sacre Orde Militar Constantinià de Sant Jordi (Casa de Borbó-Dues Sicílies)